# Bombenattentat in Bagdad am 13. August 2015
Das Bombenattentat in Bagdad am 13. August 2015 ereignete sich im Stadtviertel Sadr City von Bagdad. Bei der Explosion einer Autobombe in einem Lastwagen wurden mindestens 76 Menschen getötet und mehr als 200 weitere verletzt. Das Attentat galt den schiitischen Bewohnern, die auf einem Marktplatz ihre Einkäufe erledigten. Zu der Tat bekannte sich der IS.